# 葉室頼藤
葉室 頼藤 （はむろ よりふじ）は、鎌倉時代後期の公卿。権大納言・葉室頼親の長男。官位は正二位・権大納言。葉室家10代。法名は円照。

## 官歴
『公卿補任』による
- 文永7年（1270年） 正月21日：叙爵（従五位下）。2月23日：三河守
- 文永9年（1272年） 正月5日：従五位上
- 文永11年（1274年） 正月5日：正五位下。12月20日：民部少輔
- 建治2年（1276年） 正月23日：転民部大輔
- 弘安8年（1285年） 3月6日：左衛門権佐。4月10日：防鴨川使。5月25日：蔵人。8月19日：兼皇后宮大進。10月27日：去権佐
- 正応2年（1289年） 正月13日：右少弁。3月26日：正五位上。10月18日：転左少弁
- 正応3年（1290年） 6月8日：転権右中弁、従四位下。6月19日：従四位上。11月21日：転権左中弁。12月8日：正四位下
- 正応4年（1291年） 3月25日：転左中弁。4月11日：修理左宮城使。7月29日：転右大弁。10月15日：正四位上
- 正応5年（1292年） 2月5日：転左大弁。2月16日：造東大寺長官。11月5日：蔵人頭。12月25日：兼中宮亮
- 永仁2年（1294年） 3月27日：参議。4月13日：止亮
- 永仁3年（1295年）正月28日：従三位
- 永仁4年（1296年） 正月5日：正三位
- 永仁6年（1298年） 3月22日：兼美濃権守
- 正安元年（1299年） 9月19日：従二位
- 正安2年（1300年） 5月29日：検非違使別当、兼左兵衛督。12月22日：権中納言、別当并督如元
- 正安3年（1301年） 正月某日：止別当。4月5日：止督。10月15日：按察使、辞権中納言
- 乾元元年（1302年） 12月4日：遷任民部卿
- 嘉元4年（1306年） 4月5日：止卿
- 徳治3年（1308年） 9月8日：伝奏
- 延慶2年（1309年） 2月19日：正二位
- 延慶3年（1310年） 9月4日：大宰権帥
- 応長2年（1312年） 正月13日：止帥。12月30日：還任帥
- 正和2年（1313年） 9月6日：止権帥
- 正和4年（1315年） 12月15日：按察使
- 正和5年（1316年） 閏10月4日：権大納言。11月18日：辞権大納言
- 文保2年（1318年） 6月4日：出家（法名円照）
- 建武3年（1336年） 5月14日：薨去（享年83）

## 系譜
- 父：葉室頼親
- 母：江口の遊女[1][2]
- 妻：按察使二位[2]
  - 長男：葉室長隆（1286-1343）[1][2]
- 生母不明の子女
  - 次男：葉室成隆（1289-1330）[1][2]
  - 男子：頼乗[1] - 興福寺別当、僧正
  - 女子[1]